# Ulica heroja Bračiča (Maribor)

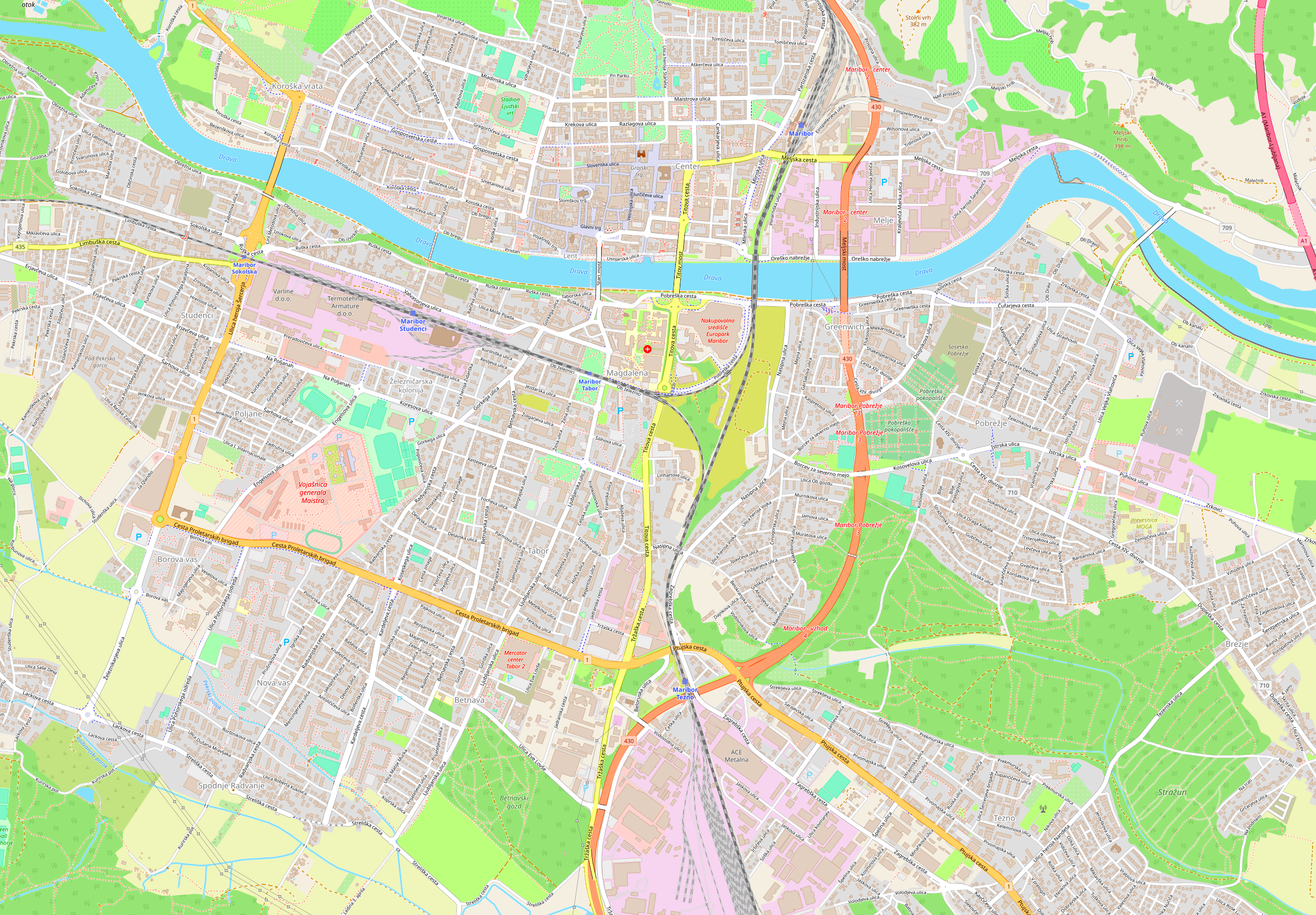

Ulica heroja Bračiča (deutsch: Volksheld-Bračič-Gasse) ist der Name einer Straße im Stadtbezirk Center von Maribor, Slowenien. Sie ist benannt nach dem jugoslawischen Partisanenkommandanten Mirko Bračič (1915 bis 1943).

## Geschichte
Im Jahr 1898 wurde eine neue Straße in der Grazer-Vorstadt nach  Christoff Wildenrainer, Marburger Stadtrichter in der ersten Hälfte des 16. Jahrhunderts, Wildenrainer-Gasse benannt. Von 1919 bis zur deutschen Besetzung 1941 und dann noch einmal von 1945 bis 1947 wurde die slowenische Form Wildenrainerjeva ulica verwendet, von 1941 bis 1945 wieder die deutsche Version 1947 wurde sie in Ulica heroa Bračiča umbenannt.

## Lage
Die Straße beginnt an der Ulica slovenske osamosvojitve zwischen den Straßen Ob jarku und Ulica kneza Koclja. Sie verläuft nach Osten bis zur Einmündung in die Ulica heroja Šlandra.

## Abzweigende Straßen
Die Ulica heroja Bračiča berührt folgende Straßen und Orte (von West nach Ost): Ulica Vita Kraigherja, Titova cesta, Ulica talcev  und Vošnjakova ulica.